# Daniel Marcelo Jacinto
Daniel Marcelo Jacinto (Virú, 16 de septiembre de 1957-Trujillo, 25 de octubre de 2024) fue un político e ingeniero peruano. Fue alcalde del Distrito de La Esperanza entre 2007 al 2018 y desde 2019 fue alcalde provincial de Trujillo hasta 2020 donde fue suspendido de sus funciones.

## Biografía
Daniel Marcelo nació en el distrito de Virú, Perú.
Hizo sus estudió universitarios de Ingeniería Civil en la Universidad Nacional Pedro Ruiz Gallo y especialización en Gestión Pública en la Universidad Nacional de Trujillo.
Fue alcalde de La Esperanza,  Trujillo desde el 1 de enero de 2007 hasta el 31 de diciembre de 2018.
En 2018 se postuló a las elecciones municipales para la alcaldía de Trujillo por Alianza Para El Progreso siendo elegido alcalde para el periodo 2019-2022. El 23 de abril de 2019 fue condenado a cuatro años de cárcel por el octavo Juzgado Penal Unipersonal Especializado en Delitos de Corrupción de Funcionarios de Trujillo de la Corte Superior de Justicia de La Libertad, por la comisión del delito de negociación incompatible en agravio del Estado, por haber liderado una licitación valorizada en S/ 92.820 la cual autorizó la compra de accesorios para poner operativos 28 bloqueadores de celulares inservibles a la empresa Tele Taxi, así como su instalación en el centro penitenciario El Milagro. Conjuntamente con Daniel Marcelo fueron condenados 4 de sus exfuncionarios de la Municipalidad Distrital de La Esperanza: Luis Mercedes Fernández Vílchez de logística, Liz Miranda Medina del área de contabilidad, Cintia Flores Flores  y Edilberto Navarro quienes conformaron el comité de la licitación. 
Dicha sentencia fue confirmada en todos sus extremos por parte de la Sala de Apelación Transitoria de Extinción de Dominio de La Libertad el 28 de noviembre de 2019, quedando inhabilitados de ejercer cualquier cargo de función pública Daniel Marcelo y todos sus exfuncionarios por el mismo periodo de la pena y deberán cancelar una reparación civil de 30 000 soles en forma solidaria.
El 13 de enero de 2020, el consejo de la Municipalidad Provincial de Trujillo suspendió  a Daniel Marcelo quien no participó de la sesión extraordinaria convocada para tratar su suspensión por encontrarse en la ciudad de Lima. Los regidores que votaron a favor de la suspensión&thinsp: José Ruiz (APP), Sandra Trujillo (APP), Hernán Aquino (APP), Andreé Gallo (APP), Andrés Sánchez (APP), Sergio Vílchez (APP), Raúl Lozano (Apra), Wilson Toribio (Apra), Juan Namoc (Apra), Olga Cribilleros (Apra) y Jorge Rodríguez (Todos Por el Perú). Se abstuvieron: Nancy Vásquez (APP), Robert de La Cruz (APP) y Noé Anticona (APP). Mientras que el regidor Luis Bahamonde (Fuerza Popular) votó en contra. Sin embargo su situación se decidirá cuando la Corte Suprema de Justicia resuelva el recurso de casación que se ha admitido a trámite, ya que si la corte decide casar la sentencia condenatoria, esta se anulará y Daniel Marcelo regresará a la alcaldía, pero en caso de no suceder esto, el concejo provincial deberá dejar el cargo vacante.